# Romain Bruno Légaré
Pour les articles homonymes, voir Légaré.
 (octobre 2020).
Si vous disposez d'ouvrages ou d'articles de référence ou si vous connaissez des sites web de qualité traitant du thème abordé ici, merci de compléter l'article en donnant les références utiles à sa vérifiabilité et en les liant à la section « Notes et références ».
Romain Bruno Légaré (né à Princeville, province de Québec, le 4 juin 1925 et mort le 30 septembre 2020 à Sherbrooke) est un religieux, missionnaire en Afrique, fondateur d'œuvres d'éducation à Madagascar.

## Biographie

### Jeunesse
Romain Bruno Légaré est né à Princeville, province de Québec, le 4 juin 1925, fils de Rosaire Légaré et d'Alphonsine Perreault. Il est le cinquième d'une famille de 9 enfants. Une famille d'agriculteurs paysans cultivant à l'époque l'esprit traditionnel et catholique des pionniers du Québec.
Romain Bruno Légaré fit son école primaire dans une «école de rang» située dans son environnement rural. À l’âge de 14 ans, il entra au juvénat des Frères du Sacré-Cœur pour préparer son entrée à l’école normale. Jeune, il obtint son brevet supérieur, indispensable dans les années 1940 si on voulait faire de l’enseignement. Sa décision était alors prise de devenir religieux enseignant.
Dès l’âge de 20 ans, enseignant à plein temps, il continuait les soirs à faire «ses humanités» . Puis à un an de son Baccalauréat, ayant fait ses vœux perpétuels et choisi le prénom religieux de «Frère Romain», il put réaliser le rêve de ses 15 ans : «devenir missionnaire, pour le royaume de Dieu, servir sans frontières!».

### Activité à Madagascar
En 1947, il prit le bateau pour Madagascar.

#### Création de l'École du Sacré-Cœur (ESCA, 1951)
En 1947, Madagascar avait connu une période de violence qui avait laissé des rancunes profondes qui mettront des décennies à guérir. Trois ans après ces événements, Bruno Légaré se retrouve dans le pays «betsileo», à Ambalavao, à 400 km de la capitale Antananarivo, et l'un des foyers de la rébellion. Son tempérament entier le plaça au cœur des revendications de ses élèves dont les pères de plusieurs d'entre eux étaient en prison. Bruno observa, mais il ne se tut pas.
Aussi en 1951 après une seule année passée à  Ambalavao, ses supérieurs le ramenèrent près d’eux dans une école appelée «École Européenne Sacré-Cœur» (EESC). Comme responsable, il ouvrit largement les portes de l'école aux élèves malgaches, ce qui fit de l’EESC, l’ESCA, (l’École Sacré-Cœur d'Antanimena).
Madagascar étant une jeune nation mal préparée à l'indépendance, Frère Romain mit à son programme de préparer et fournir des élites au bénéfice de l'île. L’École du Sacré-Cœur (ESCA) devint une porte d'entrée vers les formations universitaires. Ceci ne se fit pas sans difficultés, et le frère Romain a dû passer par la prison d’Ambohibao, où la « DGID », la "Direction Générale de l'Information et de la Documentation" de Madagascar, envoyait les personnes opposées au régime.
Il a aussi réhabilité l'alimentation en eau pour le Centre Sacré-Coeur de Madagascar.
Il a également participé à la création d'un système de captation d'eau potable pour les villages d'Andranovelona et de Fanatenana à Tsiroanomandidy, (Madagascar).

#### Redynamisation du Collège du Sacré-Coeur à Tuléar
En 1980, mieux valait pour le frère Romain de prendre ses distances. Il fut décidé qu’il irait à Tuléar, faire pour le grand sud ce qu’il fit pour les Hauts Plateaux. C’est ainsi qu’il fut le Préfet du second cycle du secondaire au Collège du Sacré-Cœur de Tsianaloky, à Toliara. Il en a fait une école de haut niveau, un lycée maintenant fréquenté par près de 3 000 élèves, et ce sur le modèle de l'ESCA.
Le club Association SacréCœur Omnisports (ASCO) qu’il crée fut champion de Madagascar dans plusieurs disciplines (handball, judo, etc.).
Une rue a été renommée en son honneur, ainsi qu'une stèle, un hommage en son honneur livré par les anciens élèves du collège de Tuléar.

#### Création du «village de l'amitié» à Ambatolampy
En l’an 2000, les Frères du Sacré-Cœur, qui forment un institut papal, décidèrent pour les 33 pays où ils œuvrent de continuer leur travail de formation des élites mais aussi d’ouvrir une fenêtre sur le monde des plus pauvres : « Être à l’écoute de la clameur des jeunes pauvres et sans espérance" selon les termes de Bernard Couvillon, supérieur général de l'Institut. C’est ainsi que Madagascar, "province" indépendante dans l'organisation de l'Église, opta pour un centre de formation professionnelle contenant des ateliers pour personnes en difficulté (ex. alcooliques, drogués, filles mères).
A 75 ans, Romain prend en main ce projet qu'il dirige toujours à Ambatolampy, village situé à 70 km de la capitale Antananarivo. Le village comprend entre autres des ateliers (menuiserie, coupe et couture, promotion féminine, mécanique et ouvrage métallique et informatique), un orphelinat, une ferme école, un pensionnat et un collège d’enseignement général.
Pour aider les jeunes à se réinsérer dans la société, frère Romain fait construire un terrain de handball et une salle d’arts martiaux (un Dojo).
Le centre Sacré-Cœur fonctionne grâce aux dons de plusieurs organismes et associations.

#### Retour au Québec
Le Frère Romain quitte Madagascar en 2015 pour des raisons de santé. Il passera sa retraite à la Maison des Frères du Sacré-Coeur, Province du Canada, située à Sherbrooke.

#### Décès
Le 30 septembre 2020, le Frère Romain décède à l'age de 95 ans, à Sherbrooke, au Québec.

## Décorations
L'action de Frère Romain fut reconnue par les autorités de plusieurs pays :
- A Madagascar : la Grande Croix de l’Ordre national de Madagascar, la plus haute décoration du pays. Aussi Officier du sport malgache.
- Au Canada : Membre de l’Ordre du Canada.
- Au Vatican : Pro Deo et Ecclesia
- En France : Officier des Palmes académiques, officier du Mérite français  et Chevalier de la Légion d'honneur